# David X
Vous lisez un « bon article » labellisé en 2009.
David X, aussi connu sous le nom de David VIII (en géorgien : დავით X, « Davit' X » ; né après 1473 et mort en 1526), est le second roi de Karthli après la division du royaume de Géorgie, en 1490 ; il règne de 1505 à 1525. Associé au trône dès son enfance, il devient roi à la mort de son père et doit dès lors subir des invasions aussi bien de l'Iméréthie que de la Kakhétie. Réformateur, il parvient à soumettre l'armée et détruit la puissance des nobles en abolissant les principautés semi-indépendantes qui ruinaient l'unité du pays, avant de réunir la Géorgie orientale sous un sceptre unique. David X est également connu pour avoir survécu à une autre invasion de la Perse et est ainsi considéré comme le premier d'une série de onze rois qui combattent tout au long des deux siècles suivants le voisin séfévide, en tant que protecteurs du christianisme et de la Géorgie.

## Biographie

### Avènement
David Bagration est né après 1473. Il est le fils aîné du roi Constantin II de Géorgie et de la reine Tamar. En 1488, en pleine guerre contre les Turcomans, il est associé avec ses autres frères au trône de son père, mais deux ans plus tard, en 1490, le Darbazi (conseil royal) met officiellement fin à l'existence du royaume de Géorgie, qui était de facto divisé depuis le XIIIe siècle. Le père du jeune co-roi se retrouve maître de l'unique Karthli (Géorgie centrale), avec pour capital Tiflis. Constantin II meurt le 27 avril 1505, laissant au nouveau roi, David X, un royaume en développement.
Le règne de David X est dès le début illustré par les luttes intestines entre seigneuries et royaumes géorgiens du XVIe siècle. Dès 1509, le roi Alexandre II d'Iméréthie envahit l'ouest du Karthli et occupe même Gori. Par la même occasion, il parvient à occuper tout le nord-ouest du royaume sans rencontrer de véritable résistance. Toutefois, dès le mois de novembre, le général ottoman Sélim Pacha entre à son tour en Iméréthie. En 1510, Alexandre II oublie ses nouvelles conquêtes et David X en profite pour reprendre ses territoires perdus.
Toutefois, ses difficultés ne s'arrêtent pas là. En 1511, le roi Georges Ier de Kakhétie, qui a fait assassiner son père, le pacifiste Alexandre Ier, attaque à son tour le Karthli. David X doit bientôt se replier dans la forteresse d'Ateni (sud de Gori) et Georges Ier, n'ayant pas assez de force pour s'aventurer jusque-là, se contente de piller les régions environnantes. Toutefois, certains nobles s'opposant au pouvoir central rejoignent le camp du roi kakh et David comprend alors qu'il est temps de réformer le système administratif et militaire de son royaume.
Dans ce but, il divise le pays en quatre régions dirigées par un gouverneur militaire. Ces unités sont appelées les sadrochos (სადროშო). Le premier sadrocho, le Metsinave (« du devant ») correspond à la Basse Kartlie et remplace la seigneurie de Sabaratiano. Le second est le Memardjvene (« de la gauche ») et, situé au nord-est du Karthli (correspondant aux territoires occupés par l'Iméréthie en 1509), remplace les seigneuries de Samatchablo et Saamilakhvaro. Le troisième sadrocho était le Memartskhene (« de la droite ») ; il est situé entre le premier sadrocho et le Mtkvari et comprend même Tiflis et les principautés de Sadjavakhiano et Satsitsiano. Le quatrième est le Meoukanave (« de derrière ») et domine les principautés d'Aragvi et de Ksani ; officiellement, ce sadrocho représente les domaines royaux mais est laissé sous la gouvernance du frère du roi, le prince Bagrat.
Les historiens modernes considèrent que l'idée même de la division administrativo-militaire du Karthli était bonne,. Toutefois, cette nouvelle subdivision disparaît avec le roi David. Les gouverneurs commencent à diriger les régions héréditairement. Même les domaines royaux deviennent plus tard les domaines des princes de Moukhran, les descendants de Bagrat Ier. Mais malgré cela, dans les décennies suivantes, cette réorganisation est reprise aussi bien par la Kakhétie que par l'Iméréthie.

### Guerre contre la Kakhétie
La guerre n'en est pas finie pour autant. Bientôt, le gouverneur de la zone de conflit kartlo-kakh, Bagrat Batonichvili, lance une offensive contre le roi Georges Ier de Kakhétie. En quelque temps, il réussit à construire une forteresse, le « fort du Mtkvari », là où la rivière Ksani se jette dans le Mtkvari. Georges Ier entre à nouveau dans le Karthli et assiège le nouveau fort. Trois mois plus tard, il est obligé de se replier dans ses domaines à la suite de sa défaite. Au cours de la même année, le roi des Kakhs intervient encore une fois au Karthli et ravage la région de Moukhran, brûlant et pillant les villages des environs de la ville. Apparemment, l'envahisseur ne sait alors pas encore que le royaume de Karthli a été réorganisé et compte donc sur la traîtrise de certains nobles. Toutefois, personne n'a le pouvoir de trahir David X et une armée renforcée du prince Bagrat vient à bout de son voisin à Dzali, en 1513. Georges Ier est emprisonné à Moukhran, où il meurt la même année, probablement assassiné sur ordre de Bagrat.
Une nouvelle situation apparaît alors. En effet, en mourant, le roi de Kakhétie n'a laissé pour héritier qu'un jeune fils de 8 ans, Levan. David X décide de profiter de la défaite de Georges Ier et entre avec son armée en Kakhétie. Il occupe et annexe la région, mais ne réussit pas à capturer le prince Levan, qui est protégé avec sa mère (la reine Hélène) par de puissants nobles. David n'abandonne pas le combat pour unifier la Géorgie orientale et, alors que la guerre entre la Perse et l'Empire ottoman fait rage aux périphéries du Caucase, continue à essayer de soumettre la Kakhétie.

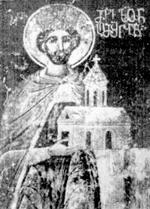
Levan Ier de Kakhétie.

En août 1514, David X assiège la forteresse de Maghrani, où se sont réfugiés le prince Levan et sa mère. Craignant une défaite, il envoie au sein de la ville fortifiée le prince de Saamilakhoro et des représentants religieux pour négocier la paix. Mais rien n'aboutit et David est défait par les Kakhs. Le roi doit plus tard se replier en Karthli, où il est attaqué par les Turcs victorieux des Persans à Tchaldiran. Il réussit à les vaincre provisoirement mais en 1518, Levan parvient à réunir un conseil nobiliaire et se proclame roi de Kakhétie à Magharo. Deux ans plus tard, David retourne en Kakhétie avec une armée plus importante pour vaincre le roi autoproclamé mais est défait à Kiziki, au sud du pays. Il est contraint de reconnaître l'indépendance de la région et abandonne son projet d'unification de la Géorgie. À la place, il se contente de conclure une alliance militaire contre les ennemis étrangers avec son ancien rival.

### La menace séfévide
Alors que le Karthli commence à s'organiser en tant que royaume séparé après la division de la Géorgie, un autre État apparaît à la frontière sud de la Transcaucasie. En effet, dès 1502, le jeune prince iranien Ismaïl s'est proclamé shah de Perse à Tabriz, en Azerbaïdjan. Sept ans plus tard, il a achevé la conquête de l'Iran et a ainsi fondé l'Empire séfévide, le principal ennemi extérieur à venir de la Géorgie occidentale jusqu'à sa disparition au XVIIIe siècle. Bientôt, cet empire devient une puissance au Moyen-Orient et se retrouve assez fort pour prétendre affronter son voisin ottoman. Les deux empires s'affrontent notamment lors de la bataille de Tchaldiran en 1514. Les Séfévides sont défaits, mais ils n'abandonnent pas leurs projets de conquêtes.
En Karthli, David X est encore en guerre contre la Kakhétie voisine quand des tribus turkmènes s'établissent dans le sud du royaume, en 1516. Le roi, qui vient de signer un traité d'alliance militaire avec la Perse séfévide, est obligé de les accepter pour ne pas attiser la colère de la Perse, en plus d'un tribut annuel de 300 chargements de soie. Mais la classe politique géorgienne s'oppose vivement à cette décision, en raison de la différence de culture et de religion entre les Géorgiens et les Turkmènes, ce qui laisse Tabriz penser que le Karthli complote secrètement contre les Séfévides. Pour y remédier, Ismaïl, à la tête d'une importante armée de Qizilbashs, occupe la Basse Kartlie pour protéger les Turkmènes. Il annexe une grande partie de la région et s'établit dans la forteresse d'Aghdjakala, avant de tenter de négocier avec David X.

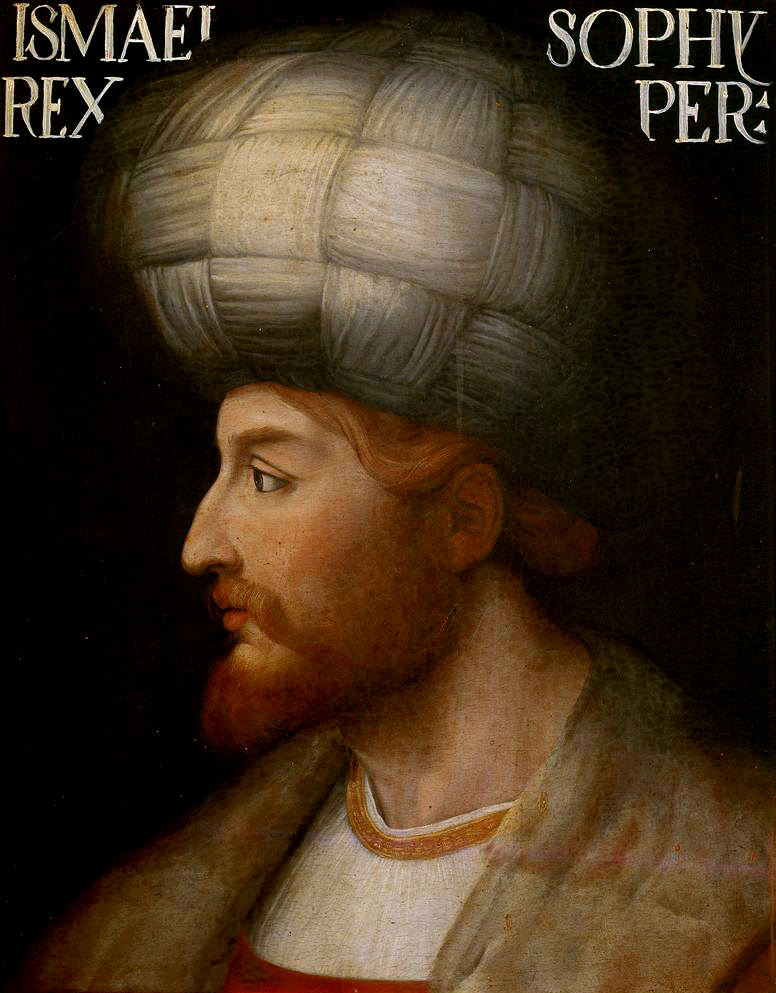
Shah Ismaïl Ier.

Mais Tiflis refuse d'accepter l'annexion d'une importante partie de ses territoires et la guerre est officiellement déclarée. David choisit de s'allier avec le roi Levan de Kakhétie, le prince de Samtskhe Qvarqvaré V Jakéli et les tribus nord-caucasiennes pour défendre son pays de l'invasion qui se prépare ; il fortifie les principales villes de son pays. Les troupes géorgiennes entament les premiers mouvements, avant de rencontrer l'armée ennemie en 1520, à Teleti. Une importante bataille s'y déroule, durant laquelle le prince héritier Louarsab se distingue par sa bravoure. Toutefois, les Géorgiens sont défaits par les troupes persanes et David X est obligé de se replier sur sa capitale pour la défendre. Le shah Ismaïl poursuit les vaincus et réussit également à prendre Tiflis après un court siège, en raison de la traîtrise de certains défenseurs de la ville. Après des jours de dévastation, seul le quartier musulman échappe à la destruction, alors que le processus de colonisation de la Basse Kartlie par les Turkmènes s'amplifie.

### Fin de règne et mort
Après cette nouvelle conquête, Ismaïl Ier regagne ses domaines, laissant sur place ses troupes, dirigées par le général Div Sultan Rumlu. David X, qui s'est replié au sud du Karthli pour attaquer les Turkmènes et les Perses alors que le shah était à Tiflis, en profite pour revenir en force dans sa capitale, abandonnée à la furie des soldats musulmans. Entre-temps, le shah meurt à Tabriz, le 23 mai 1524, et ne laisse pour successeur qu'un jeune fils de 10 ans, Tahmasp Ier. Bientôt, une guerre civile éclate entre les Qizilbashs pour la régence et Rumulu quitte alors la Géorgie pour prétendre à son tour à la direction de la Perse, qu'il obtient jusqu'en 1527.

Une nouvelle fois, le roi de Karthli réunit toutes ses forces pour mettre un terme à l'occupation du sud du royaume par les Iraniens. Il réussit à reprendre Aghdjakala, où il massacre tous les Qizilbashs accompagnés des colonisateurs turkmènes. L'Iran, plongé dans une guerre civile, ne peut envoyer de nouvelles forces et le Karthli est libéré. Toutefois, David X est désormais pris de remords pour avoir massacré les envahisseurs. De plus, comme le précise le chroniqueur Vakhoucht Bagration, il est fatigué de porter la couronne et de régner sur un royaume constamment en guerre depuis son avènement. Pour cette raison, il abdique en 1525, et laisse le trône à son frère cadet, Georges IX. Le document écrit de la main même du roi et officialisant son abdication a été conservé. Il stipule : 
« მე, შენ მიერ შემოსილმან პორფირითა და გუირგუინითა სამეფოთა და აწ შენგნთვე ღირსქმნულმან სახესა მონაზონობისა დავით ბაგრატუნიანმან, ნებითა ღმრთისათა მეფემან ქართველთამან და აწ მონაზონმან დამიანე.
Moi, David Bagratouni, vêtu grâce à Toi [Dieu] de la pourpre et de la couronne, je décide d'entrer dans le monachisme pour Te servir, et j'abandonne la royauté des Géorgiens pour prendre le nom monastique de Damien. »
L'ancien roi meurt un an plus tard, en 1526.

## Famille
David X a épousé la princesse Thamar-Nestan-Darédjan-Miraingoul fille du prince de  David Ier Katchibadzé-Baratachvili. Avant de se suicider en prison en 1556, elle a donné naissance à plusieurs enfants royaux :
- Louarsab Bagration (mort en 1558), roi de Karthli (1534-1558) ;
- Darazan/Adarnassé Bagration (mort après 1546) ;
- Ramaz Bagration (mort après 1546), ambassadeur en Perse en 1518[25].

David X de Karthli a également eu deux fils et deux filles d'unions inconnues :
- Démétrius Bagration (mort après 1540)[24] ;
- une fille qui épouse Djavak, fils du prince Goustan Tchiladze[26] ;
- Bejo Bagration, mort de la lèpre[24] ;
- une fille, épouse de l'eristavi Baïndour[26].

La Table d'Eugenius, citée dans la Chronique géorgienne de Marie-Félicité Brosset, modifie la généalogie de ce prince. D'après cette source, Louarsab et son frère Vakhtang (?) sont les enfants d'un certain Bagrat. L'orientaliste allemand du XIXe siècle Julius Klaproth, qui visite le Caucase de 1808 à 1810, indique quant à lui que le fils unique de David X est son successeur Georges IX. Il est toutefois désormais reconnu que celui-ci n'est pas son fils, mais son frère.

## Culture et religion sousDavidX

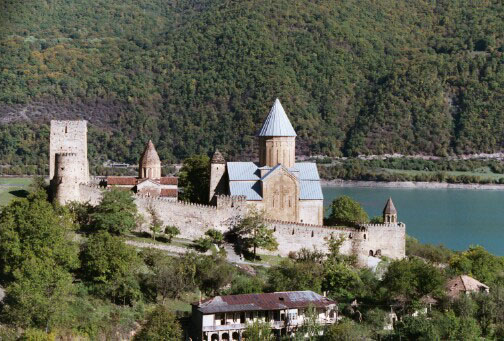
Ananouri

Depuis la chute de l'empire frontalier et vassal de Trébizonde en 1461, la Géorgie chrétienne se retrouve isolée sur le plan politique aussi bien que religieux. Toutefois, l'art byzantin (également répandu en Russie et en Europe de l'Est depuis la chute de Constantinople en 1453), qui a influencé la culture géorgienne depuis la période médiévale, persiste en Géorgie pendant encore quelques décennies. Le règne de David X est en effet la dernière phase de cette influence et à partir des années 1530-1540, le Karthli et la Kakhétie sont influencés par l'art séfévide.
Durant cette période (le début du XVIe siècle), le roi David opère comme patron de l'Église, tout comme ses prédécesseurs. Les dernières icônes à émail cloisonné de style byzantino-géorgien sont alors peintes. Le Patriarcat de Mtskheta reste toujours reconnu comme la principale entité religieuse de toute la Géorgie et reçoit même la reconnaissance comme tel du Catholicossat d'Abkhazie. En tant que monarque, David X nomme quatre chefs de l'Église géorgienne pendant son règne : Jean VIII en 1505, Dionos vers 1510, Doroteos II en 1511 et Basile VI en 1517. Parallèlement, on peut alors voir certaines villes, telles que Tskhinvali, Gori, Sourami, Moukhran et Ali commencer à se développer économiquement, et Nikozi reprendre son statut de siège religieux du nord du pays.
Toutefois, les anciens centres de haute éducation disparaissent à cette époque. Il faut attendre la prolifération d'écoles à l'occidentale établies par des missionnaires catholiques durant la seconde moitié du XVIe siècle pour que ladite éducation reprenne. L'architecture et la peinture se développent mais sont d'une qualité inférieure : le seul exemple important de construction est probablement le complexe d'Ananouri.